# 花積
花積（はなづみ）は、埼玉県春日部市の町丁。現行行政地名は花積のみ。丁番の設定のない単独町名である。住居表示未実施地区。郵便番号は344-0044。

## 地理
埼玉県の東部地域で春日部市西部の大宮台地の慈恩寺支台（花積台地）と古隅田川（旧山城堀）、およびその支流である山城堀の周囲からの低地が複雑に入り組む起伏の多い地域である。東側で道口蛭田、南側で下蛭田やさいたま市岩槻区東岩槻、西側で岩槻区諏訪や同区表慈恩寺、北側で同区徳力と隣接する。地区の北西側に花積の大小4つの飛地や小さな道口蛭田の飛地がある。北側には道口蛭田のやや纏まった飛地がある。西側には表慈恩寺や諏訪の飛地もあり、その飛周辺はさいたま市や花積との境界線が先述の市内の飛地とも絡み複雑に錯綜している。
東岩槻駅に近い最西端部（山城堀より西側）と最南端部（東武野田線より南側）の低地は市街化区域に指定され、線路敷より50メートルの範囲内は第一種住居地域、それ以外の大部分は第一種低層住居専用地域にされていて戸建ての住宅地となっているが、それ以外の大部分は市街化調整区域に指定されている。その区域内は江戸期以来の集落や農家の他、戸建ての住宅が点在する農業地域で、その多くは台地上は耕作地、低地は田として利用されていることが地図記号より見て取れる。

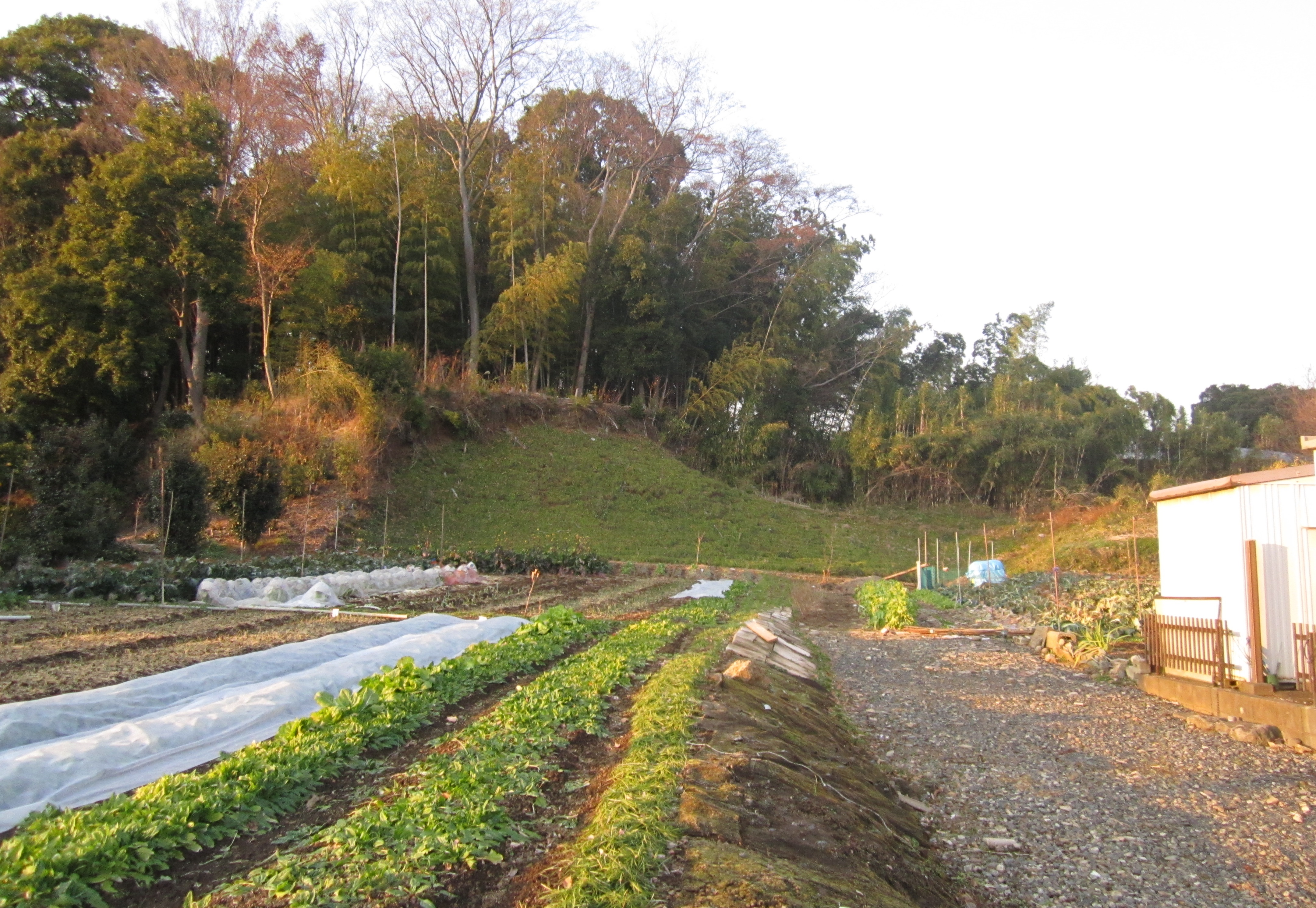
春日部市西部大宮台地の崖線。この付近に花積貝塚がある。

台地の西側崖線上に縄文前・中期の縄文遺跡である「花積貝塚」と称される貝塚がある。

## 歴史
もとは江戸期より存在した武蔵国埼玉郡岩槻領に属した花積村であった。古くは室町期より見出せる慈恩寺領の内にあった郷村の花積郷であった。また、箕輪郷太田荘の内にあったとも云う。
上蛭田が開拓した田が1628年（寛永5年）頃以降に分村したと云う。また1711年（正徳元年）に慈恩寺村からも分村したと云う。
村高は正保年間の『武蔵田園簿』では100石余（田56石余、畑43石余）、『元禄郷帳』によると117石余、『天保郷帳』によると127石余、『旧高旧領取調帳』によると109石余であった。助郷は日光街道粕壁宿に出役していた。化政期の戸数は14軒で、村の規模は東西2町余、南北3町余であった。慈恩寺村のうちには飛地があった。地内の切通しに「貝殻坂」と呼ばれる坂道があったことが『新編武蔵風土記稿』に記されている。
地名は諸説あり、慈恩寺の観音へお供え物となる多くの花を当地で積んだことによる説や、台地が低地に鼻のように突き出た地形に因む説がある。
- はじめは岩槻藩領、1756年（宝暦6年）より幕府領となる[7]。
- 幕末の時点では埼玉郡に属し、明治初年の『旧高旧領取調帳』の記載によると、代官・大竹左馬太郎支配所が管轄する幕府領であった[11]。
- 1868年（慶応4年）6月19日  - 代官支配地が武蔵知県事・山田政則（忍藩士）の管轄となる。
- 1869年（明治2年）
  - 1月13日 - 武蔵知県事・宮原忠英の管轄区域に大宮県を設置、同県の管轄となる。県庁は東京府馬喰町に置かれる。
  - 9月29日 - 県庁が浦和に置かれ浦和県に改称。
- 1871年（明治4年）11月13日 - 第1次府県統合により埼玉県の管轄となる。
- 1873年（明治6年） - 地内の東西寺の境内を仮用して花積学校（現、春日部市立豊春小学校）が設立される。
- 1879年（明治12年）3月17日 - 郡区町村編制法により成立した南埼玉郡に属す。郡役所は岩槻町に設置。
- 1889年（明治22年）4月1日 - 町村制施行により、花積村は上蛭田村、下蛭田村、道口蛭田村、道順川戸村、南中曽根村、新方袋村、増富村、増戸村、上大増新田、下大増新田、谷原新田と合併し南埼玉郡豊春村が成立、花積村は豊春村の大字花積となる
- 1928年（昭和3年） - 地内で縄文遺跡の花積貝塚が発掘調査され、花積下層式土器などが出土する[12]。なお、花積貝塚は明治期には既に発見されていた[9]。
- 1929年（昭和4年）11月17日 - 地内に北総鉄道野田線（現、東武野田線）が延伸開業する。ただし地内に鉄道駅はなし。大宮台地の突端を横断する箇所に切通しが設けられて南北に分断された。
- 1947年（昭和22年）9月 - カスリーン台風の襲来により大きな被害を受ける[7]。
- 1954年（昭和29年）7月1日 - 豊春村が南埼玉郡春日部町、武里村、北葛飾郡幸松村、北葛飾郡豊野村と合併し、市制を施行して春日部市が成立、春日部市の大字となる。
- 1959年（昭和34年）1月30日 - 地内の「花積貝塚」が市指定文化財（史跡）に指定される[13]。
- 1964年（昭和39年） - 地内で宅地造成が行なわれ、造成地内の一部に「花積住宅」が建設される[14]。宅地造成の際は大宮台地の突端部分（東武野田線より南側）は削平された。
- 1971年（昭和46年）3月31日 - 土地区画整理事業が実施され、花積の一部が岩槻市東岩槻および岩槻市諏訪の一部となる[15][7]。
- 2005年（平成17年）10月1日 - 春日部市が北葛飾郡庄和町と合併し、新たな春日部市が発足、同時に住所標記の簡略化のため市内の大字が廃止され[16]、大字花積は丁番の設定のない花積となる[17]。
- 2014年（平成26年）4月1日 - 地内の東武野田線に「東武アーバンパークライン」の路線愛称を設定する。

### 存在していた小字
- 反町[18]
- 台
- 中谷
- 慈恩寺原

## 世帯数と人口
2024年（令和6年）1月1日現在の世帯数と人口は以下の通りである。
| 丁目 | 世帯数  | 人口    |
| ---- | ------- | ------- |
| 花積 | 654世帯 | 1,165人 |

## 小・中学校の学区
市立小・中学校に通う場合、学区は以下の通りとなる。
| 番地 | 小学校               | 中学校               |
| --- | -------------------- | -------------------- |
| 1番地 - 3番地、14番地2 - 41番地、47番地 - 57番地、61番地 - 72番地、75番地、86番地 - 151番地、174番地、182番地 - 244番地、251番地 - 371番地、417番地 - 477番地、487番地 - 507番地 | 春日部市立宮川小学校 | 春日部市立豊春中学校 |
| 6番地 - 14番地1、74番地1、152番地 - 168番地、179番地 - 181番地 | 春日部市立豊春小学校 | 春日部市立豊春中学校 |

## 交通
地区の南部を東武鉄道野田線（東武アーバンパークライン）が通るが、鉄道駅は設置されていない。最寄り駅は同線東岩槻駅もしくは豊春駅となる。

### 道路

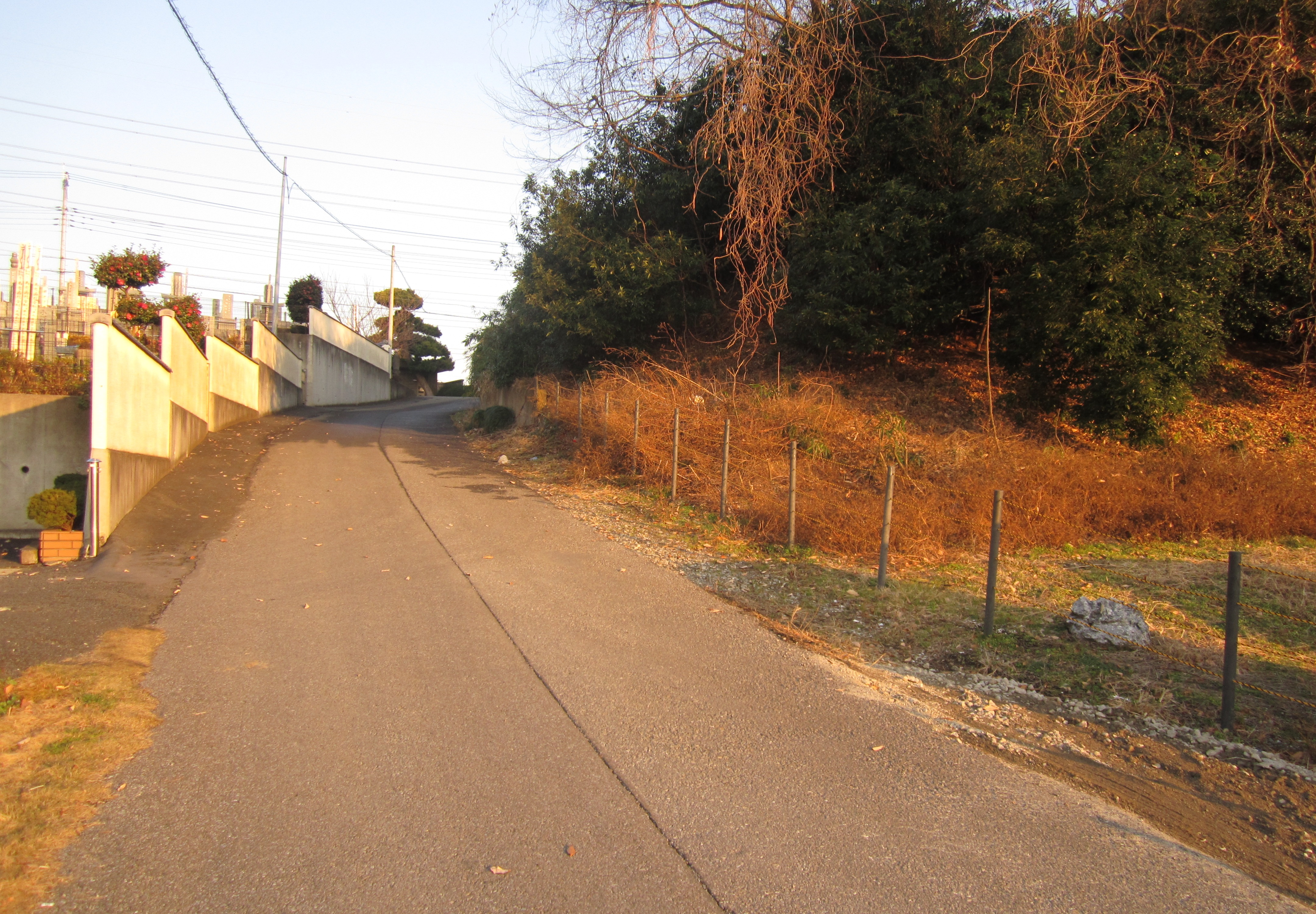
大宮台地西縁の坂道（手前側がさいたま市）

地内に国道、および主要地方道・一般県道は通っていない。

### バス
地内に路線バスの路線は設定されていない。
春日部市コミュニティバス「春バス」
地区内を巡回する路線は設定されていない。

## 寺社・史跡
- 花積貝塚 - 県重要遺跡・市指定文化財（史跡）
- 東西寺
- 二ノ宮神社
- 花積住吉大明神

## 施設
- 開智小学校（総合部） - 校庭の一部が花積に掛かる
- 特別養護老人ホーム豊潤館
- 市営花積住宅
- 花積ちびっ子広場
- 豊春第10公園

※ 花積幼稚園は下蛭田に立地する